# Har Avtalyon
Har Avtalyon (hebreiska: הר אבטליון) är ett berg i Israel.   Det ligger i distriktet Norra distriktet, i den norra delen av landet. Toppen på Har Avtalyon är 385 meter över havet.
Terrängen runt Har Avtalyon är kuperad österut, men västerut är den platt. Runt Har Avtalyon är det tätbefolkat, med 982 invånare per kvadratkilometer. Närmaste större samhälle är Nasaret, 15,9 km söder om Har Avtalyon. Trakten runt Har Avtalyon består till största delen av jordbruksmark.